# Ditzitel
Ditzitel was een interactieve teletekstdienst die tussen 1984 en 1987 ontwikkeld en geëxploiteerd werd door VNU Nieuwe Media. Ditzitel werkte op basis van de bestaande infrastructuur, te weten teletekst en telefoon. De uitvinder van deze dienst was Gustaaf van Ditzhuijzen, medewerker van VNU Nieuwe Media en tevens projectleider van Ditzitel.

## Aangeboden informatie
Ditzitel was een voorloper van het latere internet. De informatie was, anders dan het statische teletekst, interactief. Zo kon men informatie opvragen, zoals de reisplanner van de NS, vliegtuigdienstregelingen, aanbiedingen en hypotheekberekeningen, maar ook het bestellen van bioscoopkaartjes en bijvoorbeeld pizza's behoorden tot de mogelijkheden. De voorloper van de huidige AH Webwinkel, James Telesuper, was ook opgenomen.

## Apparatuur en werking
Het systeem bestond uit een televisie met teletekst en een DTMF-druktoetstelefoon. Om verbinding te maken moest men eerst een centraal telefoonnummer bellen. Via de computer kreeg men dan een persoonlijke teletekstpagina toegewezen. Dit paginanummer moest dan op de afstandsbediening van de televisie gekozen worden. Vervolgens verscheen het welkomstscherm met diverse rubrieken, die van 1 tot 9 waren genummerd. Met de druktoetsen van de telefoon kon men vervolgens een cijfer van de categorie naar keuze intoetsen. Dan volgde meteen de volgende pagina met een keuzemenu totdat men bij de gewenste informatie terechtkwam. Het bijzondere van het systeem was dat het over de kabel werd getransporteerd, waardoor een breedband downloadverbinding beschikbaar was. Zodoende hoefde de pagina niet zoals bij Viditel met een snelheid van 1200 baud op het scherm 'geschreven' te worden.

## Begin en einde
Ditzitel werd in 1986 gepresenteerd tijdens de Firato in de RAI in Amsterdam. De dienst werd aangeboden op het kabelnetwerk van Amsterdam (KTA) en het experimentele kabelnetwerk in Zuid-Limburg (Maastricht, Heerlen, Kerkrade, Sittard en Geleen). De kosten voor een abonnement bedroegen ƒ 2,50 per maand. Daar kwamen nog de lokale belkosten bij.
Ditzitel kwam echter nooit van de grond. De start van de dienst zou in september 1986 zijn, maar werd uitgesteld. Op 20 maart 1987 zou een nieuwe poging gewaagd worden, maar softwareproblemen met de identificatie en de matige interesse van consumenten, adverteerders en informatieverschaffers deden VNU op die dag besluiten de stekker uit het project te trekken en 23 miljoen gulden af te schrijven.